# Felix Chong
Felix Chong, de son vrai nom Chong Man-keung (莊文強), né le 1er janvier 1968 à Hong Kong, est un réalisateur, scénariste et acteur hongkongais.
Il est l’un des scénaristes les plus célèbres de Hong Kong et a remporté plusieurs prix prestigieux aux Hong Kong Film Awards. Il est connu pour travailler fréquemment en collaboration avec le directeur de la photographie et réalisateur Andrew Lau, et le réalisateur/scénariste Alan Mak.
Le film le plus connu de Chong en tant que scénariste est Infernal Affairs, qu'il a co-écrit avec Alan Mak. Ses autres scénarios incluent Infernal Affairs 2, Infernal Affairs 3, Initial D, Dance of a Dream, et Confession of Pain.
Il réalise en 2018 Project Gutenberg, une grosse production dont il écrit également le scénario, et qui reste trois semaines en tête du box-office chinois de 2018.

## Filmographie
- The Sunshine Cops (1999) (scénariste)
- Gen Y Cops (2000) (scénariste) (acteur)
- Tokyo Raiders (en) (2000) (scénariste)
- Dance of a Dream (2001) (scénariste)
- Stolen Love (2001) (scénariste)
- Shadow (2001) (scénariste)
- Infernal Affairs (2002) (scénariste)
- Infernal Affairs 2 (2003) (scénariste)
- Infernal Affairs 3 (2003) (scénariste)
- Cat and Mouse (2003) (scénariste)
- Initial D (2005) (scénariste)
- Moonlight in Tokyo (2005) (scénariste) (co-réalisé avec Alan Mak)
- Confession of Pain (2006) (scénariste)
- Les Infiltrés (2006) (scénario)
- Lady Cop and Papa Crook (2008) (scénariste) (co-réalisé avec Alan Mak)
- Overheard (2009) (scénariste) (co-réalisé avec Alan Mak)
- Once a Gangster (2010) (réalisateur)
- The Lost Bladesman (2011) (co-scénarisé et co-réalisé avec Alan Mak)
- Overheard 2 (2011) (co-scénarisé et co-réalisé avec Alan Mak)
- The Silent War (en) (2012) (co-scénarisé et co-réalisé avec Alan Mak)
- Overheard 3 (2014) (co-scénarisé et co-réalisé avec Alan Mak)
- Two Thumbs Up (2015) (acteur)
- Project Gutenberg (2018) (réalisateur et scénariste)
- Integrity (2019) (producteur)
- Be Water, My Friend (2021) (scénariste)
- Once Upon a Time in Hong Kong (2022) (réalisateur et scénariste)

## Récompenses et nominations
| Année | Film             | Prix remporté                           | Cérémonie              |
| ----- | ---------------- | --------------------------------------- | ---------------------- |
| 2003  | Infernal Affairs | Meilleur scénario Partagé avec Alan Mak | Golden Bauhinia Awards |
| 2003  | Infernal Affairs | Meilleur scénario Partagé avec Alan Mak | Hong Kong Film Awards  |
| 2014  | Overheard 3      | Meilleur scénario Partagé avec Alan Mak | Hong Kong Film Awards  |

| Année | Film                | Nomination                                 | Cérémonie                  |
| ----- | ------------------- | ------------------------------------------ | -------------------------- |
| 2003  | Infernal Affairs    | Meilleur scénario Partagé avec Alan Mak    | Golden Horse Film Festival |
| 2004  | Infernal Affairs 2  | Meilleur scénario Partagé avec Alan Mak    | Hong Kong Film Awards      |
| 2004  | Infernal Affairs 3  | Meilleur scénario Partagé avec Alan Mak    | Hong Kong Film Awards      |
| 2005  | Initial D           | Meilleur scénario                          | Golden Horse Film Festival |
| 2007  | Confession of Pain  | Meilleur scénario Partagé avec Alan Mak    | Hong Kong Film Awards      |
| 2010  | Overheard           | Meilleur scénario Partagé avec Alan Mak    | 29e Hong Kong Film Awards  |
| 2010  | Overheard           | Meilleur réalisateur Partagé avec Alan Mak | 29e Hong Kong Film Awards  |
| 2011  | Overheard 2         | Meilleur scénario Partagé avec Alan Mak    | 31e Hong Kong Film Awards  |
| 2011  | Overheard 2         | Meilleur réalisateur Partagé avec Alan Mak | 31e Hong Kong Film Awards  |
| 2012  | The Silent War (en) | Meilleur scénario Partagé avec Alan Mak    | 32e Hong Kong Film Awards  |
| 2014  | Overheard 3         | Meilleur réalisateur Partagé avec Alan Mak | 34e Hong Kong Film Awards  |